# Tassadane Haddada
Tassadane Haddada (em árabe: تسدان حدادة) é uma cidade e comuna localizada na província de Mila, Argélia. Segundo o censo de 2008, a população total da cidade era de 17 378 habitantes.